# Hymenocallis fragrans
Hymenocallis fragrans) es una especie de planta bulbosa geófita perteneciente a  la familia de las amarilidáceas. Es originaria de Jamaica.

## Taxonomía
Hymenocallis fragrans fue descrita por (Salisb.) Salisb. y publicado en Transactions of the Horticultural Society of London 1: 340, en el año 1812.
Etimología
Hymenocallis: nombre genérico que proviene del griego y significa "membrana hermosa", aludiendo a la corona estaminal que caracteriza al género.
fragrans: epíteto latino que significa "fragante".
Sinonimia
- Pancratium fragrans Salisb., Trans. Linn. Soc. London 2: 72. 1794.
- Hymenocallis speciosa var. fragrans (Salisb.) Herb., Amaryllidaceae: 209. 1837.[4]